# Руслан Болбочан
Русла́н Сергі́йович Болбочан (рум. Ruslan Bolbocean) — молдавський кар'єрний дипломат. Надзвичайний і Повноважний Посол Молдови в Україні (2015—2021), за сумісництвом у Вірменії, Узбекистані та Туркменістані з резиденцією в Києві

## Біографія
З 1999 року на дипломатичній роботі в Міністерстві закордонних справ Республіки Молдова.
З 2001 по 2004 рр. — працював в Посольстві Республики Молдови в Україні
З 2006 по 2009 рр. — в Посольстві Республики Молдови в Російській Федерації
У 2009—2015 рр. — займав різні посади в Міністерстві закордонних справ та європейської інтеграції Республіки Молдова, остання — Заступник директора Головного управління двосторонніх відносин 
З 28 жовтня 2015 року — Надзвичайний і Повноважний Посол Молдови в Україні за сумісництвом у Вірменії, Узбекистані та Туркменістані з резиденцією в Києві.
9 грудня 2015 року — вручив вірчі грамоти Президенту України Петрові Порошенку.
У вересні 2021 року був відкликаний з посади посла в Україні.
13 жовтня 2021 року був призначений на посаду державного секретаря міністерства закордонних справ і європейської інтеграції Республіки Молдова (МЗСЄІ)

## Дипломатичний ранг
- Повноважний міністр